# Mahle
Mahle GmbH è un produttore di componenti automobilistici con sede a Stoccarda, in Germania. È uno dei maggiori fornitori automobilistici in tutto il mondo. Come produttore di componenti e sistemi per motori a combustione l'azienda è uno dei tre maggiori fornitori di sistemi in tutto il mondo per i sistemi motore, la filtrazione, l'impianto elettrico, la meccatronica e la gestione termica. Nel 2014, le vendite di Mahle GmbH sono state di circa € 10 miliardi. È anche fornitore per la Scuderia Ferrari.
A partire dal 2016, i suoi circa 76.632 dipendenti lavorano in oltre 170 stabilimenti di produzione e tredici centri di ricerca e sviluppo in Germania, Gran Bretagna, Stati Uniti, Brasile, Giappone, Romania, Cina e India. In tutto il mondo, 5000 ingegneri e tecnici di sviluppo lavorano come partner per i clienti di Mahle su nuovi prodotti e sistemi.